# Saša Marković (političar)
Saša Marković (Cetinje, 19. april 1967 — Budva, 17. april 2015) bio je crnogorski političar i funkcioner Liberalnog saveza Crne Gore.

## Biografija
Član je Liberalnog saveza Crne Gore od 1990. godine. Politikom aktivno počinje da se bavi 1998. godine u Liberalnom savezu i postaje jedna od najvaznijih licnosti na mnogim njegovim strukturama.
Tokom karijere bio je član Velikog Kabineta LSCG za Spoljne poslove, direktor nezavisnog radija "Free Montenegro", predsjednik Opštinskog odbora LSCG i član Malog kabineta LSCG.
Godine 2005. godine kada je Liberalni savez donio odluku da zamrzne sve aktivnosti i prekine svoj rad, Saša Marković prestaje da se aktivno bavi politikom i posvećuje se naučnom radu na polju geopolitike.

### Državne funkcije
- Poslanik u Skupštini Republike Crne Gore
- Poslanik u Skupštini Državne zajednice Srbije i Crne Gore
- Član parlamentarne Komisije za bezbjednost državne zajednice
- Šef Kabineta predsjednice Skupštine Crne Gore Vesne Perović

## Naučni rad
Saša Marković je magistrirao na Akademiji za diplomatiju i bezbjednost u Beogradu, sa temom „Kraj unipolarnog i nastajanje multipolarnog svjetskog poretka - analiza tranzicije globalne političke moći“. Autor je studije „Manifest protiv imperije - prilog američkog (neo)imperijalizma“ u kojoj kritikuje spoljnu politiku SAD. U knjizi se bavio svjetskom politikom 20. vijeka i ulogom angloameričke elite u njoj koja, pod krinkom humanih i demokratskih vrijednosti, svijetu nameće masovnu medijsku manipulaciju, finansijsku alhemiju globalnog dosega, sankcije i neprestane ratove.

## Ubistvo
Saša Marković je ubijen 17. aprila 2015. godine u bečićkom naselju Ivanovići, dok je automobilom prilazio porodičnoj kući. Napadač koji je istrčao iz obližnje šume ispalio je više metaka u njegovom pravcu koji su ga usmrtili na mjestu nesreće. Poslednjih godina je bio posvećen ugostiteljstvu i pisanju naučnog djela. Saša Marković je bio oženjen i otac je dvoje djece, Sofije i Nikole.
Policijskom istragom došlo se do operativnih podataka da je Saša Marković ubijen greškom, a da je meta bio njegov kum Goran Đuričković koji je često boravio kod Markovića i koristio njegov automobil.
Nekoliko mjeseci nakon ubistva Markovića, ubijen je i Đuričković hicima iz snajperske puške ispred svog ugostiteljskog objekta na budvanskom šetalištu.